# ஜ்

j

Das Konsonantenzeichen ஜ் wird mit j transliteriert und [d͡ʒ] (dsch wie in Dschungel) ausgesprochen. Der Punkt über dem ஜ zeigt Vokallosigkeit an.
ஜ stammt aus der Grantha-Schrift. Der Buchstabe wurde in die Tamilische Schrift übernommen, um das sogenannte Manipravalam (Mischsprache aus Tamil und Sanskrit) zu schreiben. Heutzutage wird es oft verwendet, um Wörter aus anderen Sprachen zu schreiben.

## Vokalisierung und Zeichennamen
Liste von 12 Kombinationen mit Vokalen des Buchstaben „ஜ்“ und deren Namen.
| Konsonant und Vokalzeichen | Konsonant + Vokal | Konsonant + Vokal | Konsonant + Vokal | Konsonant + Vokal |
| Konsonant und Vokalzeichen | Buchstabe         | Transliteration   | Name              | Transliteration   |
| -------------------------- | ----------------- | ----------------- | ----------------- | ----------------- |
| ஜ் + அ                      | ஜ                 | ja                | ஜானா                | Jana              |
| ஜ் + ஆ                      | ஜா                 | jā                | ஜாவன்னா              | Jaavanna          |
| ஜ் + இ                      | ஜி                 | ji                | ஜீனா                | Jiina             |
| ஜ் + ஈ                      | ஜீ                 | jī                | ஜீயன்னா              | Jiiyanna          |
| ஜ் + உ                      | ஜு                 | ju                | ஜூனா                | Juuna             |
| ஜ் + ஊ                      | ஜூ                 | jū                | ஜூவன்னா              | Juuvanna          |
| ஜ் + எ                      | ஜெ                 | je                | ஜேனா                | Jeena             |
| ஜ் + ஏ                      | ஜே                 | jē                | ஜேயன்னா              | Jeeyanna          |
| ஜ் + ஐ                      | ஜை                 | jai               | ஜையன்னா              | Jaiyanna          |
| ஜ் + ஒ                      | ஜொ                 | jo                | ஜோனா                | Joona             |
| ஜ் + ஓ                      | ஜோ                 | jō                | ஜோவன்னா              | Joovanna          |
| ஜ் + ஔ                      | ஜௌ                 | jau               | ஜௌவன்னா              | Jauvanna          |

## Verwendung
Außer für Wörter aus dem Sanskrit wird ஜ் allgemein für fremdsprachige Begriffe verwendet:
- ஜனவரி (Janavari) – Januar
- ஜான் (Jaan) – Jan/John
- ஜிமெயில் (Jeemayil) – GMail
- ஜேர்மனி (Jermani) – Deutschland

Der Buchstabe ஜ wird auch oft als Dekoration verwendet, zum Beispiel:
====ஜ۩۞۩ஜ====